# Live from Cadogan Hall
Live from Cadogan Hall è il sedicesimo album dal vivo del gruppo musicale britannico Marillion, pubblicato l'8 novembre 2010 dalla Racket Records.

## Descrizione
Contiene la registrazione integrale del concerto tenuto dal gruppo al Cadogan Hall di Londra, ultima tappa della tournée in supporto all'album Less Is More.
Nel 2011 la earMUSIC ha ripubblicato il concerto in entrambi i formati audio e video, mentre nell'agosto 2020 è stata commercializzata l'edizione quadruplo vinile.

## Tracce

### CD
CD 1
1. Go! – 6:07
2. Interior Lulu – 7:59
3. Out of This World – 5:56
4. Wrapped Up in Time – 4:44
5. The Space – 5:00
6. Hard as Love – 5:28
7. Quartz – 7:06
8. If My Heart Were a Ball – 5:58
9. It's Not Your Fault – 5:15
10. Memory of Water – 3:12
11. This Is the 21st Century – 6:12

CD 2
1. No One Can – 4:46
2. Beautiful – 4:50
3. This Train Is My Life – 4:41
4. You're Gone – 4:16
5. 80 Days – 5:02
6. Gazpacho – 5:46
7. The Answering Machine – 3:27
8. Estonia – 9:17
9. Easter – 4:58
10. Three Minute Boy – 8:39

### DVD/BD
DVD 1/BD
1. Go!
2. Interior Lulu
3. Out of This World
4. Wrapped Up in Time
5. The Space
6. Hard as Love
7. Quartz
8. If My Heart Were a Ball
9. It's Not Your Fault
10. Memory of Water
11. This Is the 21st Century

DVD 2/BD
1. No One Can
2. Beautiful
3. This Train Is My Life
4. You're Gone
5. 80 Days
6. Gazpacho
7. The Answering Machine
8. Estonia
9. Easter
10. Three Minute Boy

Tracce bonus nell'edizione BD
- Audio Extras

1. Less Is More (Studio Album) (High Res. 96Khz 24bit)
2. Go! (Alternative Mix)
3. See It Like a Baby (Early Sound Sketch Version)

- Racket Television Series One

1. EP1 'Unconventional'
2. EP2 'Clockwork and Quartz'
3. EP3 'Can You Keep the Noise Down'
4. EP4 'A Few Words from the Band'
5. EP5 'Everything Can Be Explained'
6. EP6 'Less Is More...'
7. It's Not Your Fault (Alternative Take)

## Formazione
Gruppo
- Steve Hogarth – voce
- Mark Kelly – tastiera
- Ian Mosley – batteria
- Steve Rothery – chitarra
- Pete Trewavas – basso

Produzione
- Michael Hunter – registrazione, missaggio